# Stadion Torpiedo w Togliatti
Stadion Torpiedo – wielofunkcyjny stadion w Togliatti, w Rosji. Został otwarty 27 grudnia 1974 roku. Swoje spotkania rozgrywa na nim drużyna Łada Togliatti. Obiekt może pomieścić 18 500 widzów.